# جنویو بلین
جنویو بلین (انگلیسی: Genevieve Blinn؛ ‏ ۱۲ ژوئن ۱۸۷۴ – ۲۰ ژوئیهٔ ۱۹۵۶) بازیگر اهل کانادا بود. وی دانش‌آموختهٔ دانشگاه سانتا کلارا بود.
از فیلم‌ها یا برنامه‌های تلویزیونی که وی در آن نقش داشته‌است می‌توان به کلئوپاترا، مادام دو باری، سالومه، ملکه سبا و مشتاق ازدواج اشاره کرد.